# Anachronistischer Zug
Der Anachronistische Zug ist ein politisches Straßentheater, das auf dem 1947 entstandenen gleichnamigen Gedicht von Bertolt Brecht basiert. Dieses wiederum lehnt sich an das 1819/20 entstandene Gedicht The Masque of Anarchy. Written on the Occasion of the Massacre in Manchester von Percy Bysshe Shelley an.
Der Anachronistische Zug formierte sich 1980 auf Initiative von Thomas Schmitz-Bender und des Arbeiterbundes für den Wiederaufbau der KPD als Protestbewegung gegen den damaligen Kanzlerkandidaten der CDU/CSU, Franz Josef Strauß. Die Autoren warfen Strauß eine Geistesverwandtschaft mit dem Nationalsozialismus vor. Einen ersten Ansatz gab es bereits  im Mai 1979 bei einer Demonstration gegen die Wahl von Bundespräsident Karl Carstens, dem man seine NSDAP-Mitgliedschaft in den Jahren 1940–45 vorwarf.
Ein weiteres Mal zog der Anachronistische Zug 1990 durch Deutschland, diesmal innerhalb von 14 Tagen von Bonn nach Berlin. Die politische Stoßrichtung lag 1990 in der Warnung vor nationalistischen Tendenzen in Deutschland nach der Wiedervereinigung. Bis heute gibt es noch sporadische Auftritte mit aktualisierten Wagen zu den traditionellen Beschilderungen.

## Der Zug von 1980
Das Straßentheater hieß nach der Anweisung des Regiebuchs ursprünglich Ein Zug zur Rettung des Vaterlandes oder Freiheit und Democracy. In die Geschichte eingegangen ist es unter dem Namen „Anachronistischer Zug“, weil es Idee und Teile seiner Inszenierung einem anderen Werk entlehnt hatte, dem von Bertolt Brecht 1947 verfassten Gedicht Der Anachronistische Zug oder Freiheit und Democracy, einer satirischen Darstellung der im Nachkriegsdeutschland blühenden Seilschaften alter NS-Parteimitglieder und -mitläufer. Auch das spätere einschlägige Urteil des Bundesverfassungsgerichts wurde unter dem Titel „Anachronistischer Zug“ bekannt.
Dem Brecht’schen Vorbild entsprechend bildeten die Veranstalter des Straßentheaters, erklärte Gegner der Politik des damaligen Kanzlerkandidaten der CDU/CSU, Franz Josef Strauß, einen Straßenzug aus Fußgängern und Fahrzeugen. Ihm sollten unter anderem ein Kübelwagen mit einem „General“, ein Militärlaster mit einer Rakete und einer Militärkapelle, drei schwarze Limousinen (mit Kennzeichen SIE-MENS, FLI-CK, THYS-SEN), ein Wagen mit „Mitgliedern des Volksgerichtshofs“ und ein Wagen mit schwarz uniformierten Angehörigen eines privaten Sicherheitsdienstes folgen. Die damalige Wahlkampfparole „Freiheit statt Sozialismus“ parodierend führten die Wagen Schilder wie „Freiheit statt Butter“, „Freiheit statt Politik“ und Ähnliches mit sich. Der letzte Wagen des Zugs war dem „Plagenwagen“ aus dem Brechtschen Vorbild nachempfunden: In ihm wurden mechanisch bewegbare Puppen untergebracht, die Unterdrückung, Aussatz, Betrug, Dummheit, Mord und Raub symbolisierten. Sie alle waren mit Masken von ehemaligen Nazigrößen versehen. Im gleichen Wagen fuhr ein Darsteller mit, der eine weiße Gesichtsmaske mit den Zügen von Franz Josef Strauß trug. Während der Aufführungen rezitierte die Brecht-Tochter Hanne Hiob das Brecht-Gedicht, darunter die sieben zu dem Plagenwagen gehörenden Strophen:
Knochenhand am Peitschenknauf / Fährt die Unterdrückung auf. / In ’nem Panzerkarr’n fährt sie / Dem Geschenk der Industrie.
Groß begrüßt, in rostigem Tank / Fährt der Aussatz. Er scheint krank. / Schämig zupft er sich im Winde / Hoch zum Kinn die braune Binde.
Hinter ihm fährt der Betrug / Schwenkend einen großen Krug / Freibier. Müßt nur, draus zu saufen / Eure Kinder ihm verkaufen.
Alt wie das Gebirge, doch / Unternehmend immer noch / Fährt die Dummheit mit im Zug / Läßt kein Auge vom Betrug.
Hängend überm Wagenbord / Mit dem Arm, fährt vor der Mord. / Wohlig räkelt sich das Vieh / Singt: Sweet dream of liberty.
Zittrig noch vom gestrigen Schock / Fährt der Raub dann auf im Rock / Eines Junkers Feldmarschall / Auf dem Schoß einen Erdball.
Aber alle die sechs Großen / Eingesessnen, Gnadelosen / Alle nun verlangen sie / Freiheit und Democracy.
Das Regiebuch sah vor, dass sich die jeweiligen Plagen bei ihrer Nennung erheben und von der Person, die Strauß darstellte, wieder auf ihren Platz gedrückt werden sollten, bis kurz vor Schluss des Gedichts alle sechs Figuren aufstehen und den Blick auf den Kanzlerkandidaten verstellen, sodass nur das von ihm hochgehaltene Schild mit der Aufschrift „Freiheit und Democracy“ sichtbar bleibt.
Am Vormittag des 15. September 1980 fuhr der Zug zu dem ihm vom Landratsamt zugewiesenen Platz in Sonthofen, wo er den Regieanweisungen folgend Aufstellung nahm. Bis zum 4. Oktober 1980 erreichte der Zug mehrere andere deutsche Städte, darunter am 25. September 1980 die Stadt Kassel. In Sonthofen und in Kassel wurde das Verdeck des letzten Wagens abgenommen, sodass die sechs Puppen sichtbar wurden. Der Darsteller trug dabei die Strauß-Maske. Auf Aufforderung von Pressevertretern und Polizeibeamten stellte er sich mehrmals mit dem Gesicht zu den Puppen und hielt ein Schild mit der Aufschrift „Hitler muß einmal tot sein“ hoch. Wegen dieser Sachverhalte stellte Franz Josef Strauß gegen den Darsteller und die Veranstalter des Zugs Strafantrag wegen Beleidigung und schloss sich dem Strafverfahren als Nebenkläger an.

## Juristische Auseinandersetzung
Das Amtsgericht Kempten verurteilte die Veranstalter des Straßentheaters und den Darsteller des Franz Josef Strauß wegen Beleidigung und begründete dies damit, dass in mindestens zwei Fällen bei der Aufstellung des Zugs das Verdeck des Plagenwagens für das Publikum geöffnet worden sei, ohne dass dies im Kontext der eigentlichen Theateraufführung gestanden habe. Außerhalb dieses Kontextes und ohne das Gedicht ergebe sich für einen unvoreingenommenen Betrachter der Eindruck einer engsten Zusammengehörigkeit des Kanzlerkandidaten mit den Führern des Dritten Reiches, weil man sie zusammen „in einem Boot“ sitzen sehe. Die Revision der Verurteilten, mit der insbesondere eine Verletzung der Kunstfreiheit des Art. 5 Abs. 3 Satz 1 GG gerügt wurde, verwarf das Bayerische Oberste Landesgericht als offensichtlich unbegründet.
Die gegen diese Entscheidungen eingelegte Verfassungsbeschwerde war erfolgreich.
Das Bundesverfassungsgericht rekurriert in seiner Entscheidung vom 17. Juli 1984 zunächst auf den Kunstbegriff, den es mit der Mephisto-Entscheidung erstmals entwickelt hat und betont wiederholt, dass wesentlich für die künstlerische Betätigung „die freie schöpferische Gestaltung“ ist, „in der Eindrücke, Erfahrungen, Erlebnisse des Künstlers durch das Medium einer bestimmten Formensprache zu unmittelbarer Anschauung gebracht werden“. Dass der Anachronistische Zug hierunter fällt, steht für das Bundesverfassungsgericht außer Frage. Zudem stellt es fest, dass, selbst wenn man einen formalistischen Kunstbegriff zugrunde legte, es sich auch dann um Kunst handle. Denn das der Aufführung zugrundeliegende Gedicht wie auch die Darbietung in Form eines Theaters mit Schauspielern, Puppen, Requisiten, seien klassische Formen künstlerischen Ausdrucks. Dass es sich hierbei um „Straßentheater“ handle, sei irrelevant, denn fest installierten Bühnen gebühre kein Vorrang gegenüber Wanderbühnen, die schließlich eine Theaterform mit langer Tradition seien. Auch dass es sich um politisches Theater handelt, stehe der Anwendung des Art. 5 Abs. 3 GG nicht im Weg, denn auch der Bereich der „engagierten Kunst“, die aktuelle oder brisante Themen aufgreife, ist geschützt.
Die Kunstfreiheit hat allerdings auch Grenzen. Zwar kann sie nicht durch einfaches Gesetz eingeschränkt werden und unterliegt somit auch nicht dem Gesetzesvorbehalt des Art. 5 Abs. 2 GG. Rekurrierend auf seine Rechtsprechung zur „Mephisto-Entscheidung“ erklärt das Bundesverfassungsgericht aber, dass sich Schranken der Kunstfreiheit aus anderen Grundrechten ergeben können. Die persönliche Ehre ist Teil des allgemeinen Persönlichkeitsrechts des Art. 2 Abs. 1 GG und somit über dieses Grundrecht geschützt. Allerdings zieht die Kunstfreiheit ihrerseits dem Persönlichkeitsrecht Grenzen. Es geht nicht, ohne Berücksichtigung der Kunstfreiheit eine Beeinträchtigung des Persönlichkeitsrechts zu konstatieren und wegen Beleidigung zu verurteilen. Es bedarf vielmehr der Klärung, ob die Beeinträchtigung des Persönlichkeitsrechts derart schwerwiegend ist, dass die Freiheit der Kunst zurücktreten muss (Abwägung der widerstreitenden Rechtsgüter Kunst vs. Persönlichkeitsrecht). Eine geringfügige Beeinträchtigung oder die bloße Möglichkeit einer schwerwiegenden Beeinträchtigung reichen angesichts der hohen Bedeutung der Kunstfreiheit nicht aus.
Beanstandet hat das Bundesverfassungsgericht im Besonderen, dass das Amtsgericht bei seiner Beurteilung die Veranstaltung des Straßentheaters auseinandergerissen und die Vorbereitung der Veranstaltung (Aufstellung des Zuges) von dem eigentlichen Event getrennt hatte. Künstlerische Äußerungen sind nach Auffassung des Bundesverfassungsgerichts interpretationsfähig und interpretationsbedürftig, unverzichtbar sei in diesem Kontext eine Gesamtschau des Werks. Einzelne Teile eines Kunstwerks aus seinem Zusammenhang zu lösen und gesondert darauf zu untersuchen, ob sie als Straftat zu würdigen sind, ist deshalb nicht zulässig, zumal Vorbereitung und Aufführung oft unlösbar miteinander verbunden sind, denn die eine bedingt die andere. Im Übrigen sei zu berücksichtigen, dass beim modernen Theater die Vorbereitung einer Aufführung vor den Augen des Publikums zum künstlerischen Gesamtkonzept gehören kann.
Das Verfahren wurde zur erneuten Verhandlung an das Amtsgericht Kempten zurückverwiesen. Dieses hob mit Urteil vom 4. Dezember 1984 die Verurteilung wegen Beleidigung auf und sprach die Angeklagten frei.